# Glattrochen
Der Glattrochen (Dipturus batis) ist eine Rochenart, die im nordöstlichen Atlantik von Island bis in die nördliche Nordsee vorkommt und vom Aussterben bedroht ist. Ursprünglich reichte das Verbreitungsgebiet von der Barentssee und der Ostküste Grönlands über die Küste Norwegens und die nördliche Nordsee über die Atlantikküsten von Frankreich, Spanien und Portugal westlich bis zum Mittelatlantischen Rücken und südlich bis an die Küste des nordwestlichen Afrikas, Madeiras und ins Mittelmeer.

## Merkmale
Der Glattrochen erreicht eine Maximallänge von etwa 1,45 Metern. Berichte über mehr als 2 Meter lange Exemplare beziehen sich auf die nah verwandte Art Dipturus intermedius, die bis 2016 als conspezifisch mit dem Glattrochen eingestuft wurde. Die Rückenseite der Tiere ist bräunlich mit hellen Flecken und bei den meisten Exemplaren mit ovalen Augenflecken auf den inneren Brustflossen. Sie bestehen aus einem gelblichen Ring und einer dunklen Innenzone. Die Bauchseite ist bei Jungtieren dunkel, hellt mit dem Wachstum zunehmend auf und ist bei großen ausgewachsenen Fischen fast weiß. Die Sinnesporen auf beiden Körperseiten sind dunkel. Die Iris ist hellgelb und damit ein gutes Unterscheidungsmerkmal zu Dipturus intermedius, dessen Iris dunkel olivgrün ist.
Die Körperscheibe ist rhombenförmig und breiter als lang. Die äußeren Ränder sind konkav, so dass eine gedachte Linie von der Schnauzenspitze zu den äußeren Enden der Brustflossen die Flossenränder nicht berührt. Das Rostrum ist lang und zugespitzt. Der Abstand von den Augen zur Spitze des Rostrums ist normalerweise 3 mal so lang wie der Abstand zwischen den Augen aber immer weniger als 5,5 Mal so lang. Der Schwanz ist kräftig. Er verjüngt sich zur Spitze hin zusehends. Auf dem Schwanz befinden sich zwei kleine Rückenflossen, die durch eine kurze Lücke voneinander getrennt sind. Beide Seiten der Körperscheibe sind bei Jungtieren glatt. Bei älteren Exemplaren werden der Kopf und die Ränder der Brustflossen, zunehmend rauer und stachliger. Die Mitte der Brustflossen bleibt aber mit Ausnahme sehr großer Männchen glatt. Sehr kleine Jungrochen haben Dornen in der Nähe der Augen, größere Exemplare eine Dornenreihe (12 – 18 Dornen) auf dem Schwanz, vor der ersten Rückenflosse. Ältere Männchen besitzen Dornen vor den Brustflossenspitzen und im Bereich der Augen und der Spritzlöcher. Weitere, nach außen gerichtete Dornen wachsen im Zuge des Älterwerdens entlang den unteren Kanten des Schwanzes. Verloren gegangene Dornen wachsen nicht nach. Die Zähne sind spitz mit einer schmalen, rund geformten Basis.

## Lebensweise
Der Glattrochen lebt auf Schlamm- und Sandböden, sowie auf Böden mit Geröll in Tiefen bis 1500 Metern, bevorzugt werden anscheinend Tiefen von etwa 100 Metern. Die Tiere ernähren sich von allerlei bodenbewohnenden wirbellosen Tieren und von bodenbewohnenden Fischen, wobei Fische bei größeren Exemplaren einen größeren Anteil an der Ernährung haben als bei kleineren. Die Rochen sind ovipar (eierlegend) und legen ihre rechteckigen, hornigen Eikapseln im Frühling bis frühen Sommer auf Sand oder Schlamm ab. Sie sind etwa 18 cm lang und 12 cm breit. Die Jungrochen schlüpfen mehrere Monate nach der Eiablage, in höheren Breiten nach etwa einem Jahr. Sie sind mit einer Länge von 1,15 bis 1,23 m geschlechtsreif.
Die Rochenart wird als Beifang in der Grundfischerei gefangen und gilt als vom Aussterben bedroht.

## Systematik
Die Rochenart wurde im Jahr 1758 durch den schwedischen Naturforscher Carl von Linné unter der Bezeichnung Raja batis erstmals in seiner Systema Naturae erwähnt. Im Jahr 1810 führte der US-amerikanische Universalgelehrte Constantine S. Rafinesque-Schmaltz die Bezeichnung Dipturus ein, zunächst als Untergattung von Raja, mit Raja batis als Typusart. Dipturus wurde später zu einer eigenständigen Gattung. Dipturus intermedius, der größte Vertreter der Echten Rochen (Rajidae), galt 80 Jahre lang als Synonym von Dipturus batis, wurde im Jahr 2016 aber revalidiert, nachdem Wissenschaftler 17 morphometrische Unterschiede zwischen den zwei Arten festgestellt hatten. Außerdem unterscheiden sich die Arten in Bezug auf ihre Färbung, die Form des Maules und der Zähne und der Richtung der seitlichen Schwanzdornen.
Glattrochen und Dipturus intermedius kamen im größten Teil ihres Verbreitungsgebietes gemeinsam vor. Im Norden des Verbreitungsgebietes war Dipturus intermedius als größere Art häufiger, im Süden war es der kleiner bleibende Glattrochen.

## Belege
1. 1 2 3 4 5  David A. Ebert & Matthias F. W. Stehmann: Sharks, Batoids and Chimaeras of the North Atlantic. FAO Species Catalogue for Fishery Purposes No. 7, ISSN 1020-8682, Seite 317–319.
2. ↑  Dipturus batis in der Roten Liste gefährdeter Arten der IUCN 2015.4. Eingestellt von: Dulvy, N.K., Notarbartolo di Sciara, G., Serena, F., Tinti, F. & Ungaro, N., Mancusi, C. & Ellis, J., 2006. Abgerufen am 25. Oktober 2020.
3. ↑  Samuel P. Iglésias, Lucile Toulhoat, Daniel Y. Sellos: Taxonomic confusion and market mislabelling of threatened skates: important consequences for their conservation status. Mai 2010, Aquatic Conservation Marine and Freshwater Ecosystems 20(3):319 - 333, DOI: 10.1002/aqc.1083
4. ↑  Last, P.R., Weigmann, S. & Yang, L. (2016): Changes to the nomenclature of the skates (Chondrichthyes: Rajiformes). Seite 11 bis 34 in Last, P.R. & Yearsley, G.K. (Hrsg.) (2016): Rays of the World: Supplementary information. CSIRO Australian National Fish Collection.